# Ro-104
Ro-104 — підводний човен Імперського флоту Японії, який брав участь у Другій світовій війні.

## Дії на Алеутських островах
У червні 1943-го по завершенні тренувань корабель включили до 7-ї ескадри підводних човнів, яка вела бойові дії в Океанії у складі Восьмого флоту. Втім, човен затримався в Японії для участі в операції з евакуації гарнізону острова Киска (західна частина Алеутського архіпелагу). 7—13 червня Ro-104 здійснив перехід з Куре на Парамушир (Курильські острови), а 19 червня вийшов у перший бойовий похід в район західніше від Атту (ще один острів Алеутського архіпелагу на захід від Киски, на якому у травні 1943-го американці знищили японський гарнізон). 29 червня човен спробував вийти в атаку на транспорт, проте сам був атакований субмариною. Втім, торпеда пройшла повз Ro-104, який екстрено занурився. За дві години Ro-104 знову взявся за переслідування транспорту, проте останній у підсумку розпізнали як належний СРСР. 30 червня човен повернувся на Парамушир.
З 6 по 21 липня Ro-104 провів ще один безрезультатний вихід до Алеутів, а 22—28 липня пройшов з Парамушира до Йокосуки.

## Дії на Новій Гвінеї
14—26 серпня 1943-го Ro-104 здійснив перехід з Йокосуки до Рабаула (головна японська передова база в архіпелазі Бісмарка, з якої провадились операції на Соломонових островах та сході Нової Гвінеї).
З 4 по 17 вересня 1943-го човен здійснив похід до Нової Гвінеї для протидії союзникам, що почали атаку на Лае у глибині затоки Хуон. Втім, досягнути якихось успіхів не вдалось. Так само безрезультатно завершився вихід 23—30 вересня в район Фіншгафена (на південно-східному завершенні півострова Хуон, на схід від Лае), який також атакували союзники.
Враховуючи складну логістичну ситуацію, Ro-104 залучили до постачання японських гарнізонів на Новій Гвінеї. У підсумку човен здійснив три транспортні рейси до Сіа (на північному узбережжі півострова Хуон) — з 9 по 13 жовтня, з 16 по 20 жовтня та з 25 жовтня. У останньому випадку після розвантаження у Сіа 27 жовтня Ro-104 дістав наказ рухатись до острова Бугенвіль (західні Соломонові острови), де очікувався ворожий десант.

## Дії в районі Бугенвіля
1 листопада 1943-го союзники дійсно висадились на західному узбережжі Бугенвілю, а в ніч проти 3 листопада розбили японський надводний загін у битві біля затоки Імператриці Августи. Після цього Ro-104 урятував 75 моряків з потопленого легкого крейсера «Сендай» та 5 листопада доправив їх до Рабаула.
9 листопада 1943-го човен вийшов із Рабаула з метою добити легкий крейсер «Бірмінгем», який напередодні був пошкоджений авіацією, втім, досягнути в цьому успіху не вдалось. Ro-104 провів у морі два тижні та повернувся на базу 23 листопада, при цьому в нього на борту перебував екіпаж японського бомбардувальника, підібраний з води 13 листопада.
З 4 по 13 грудня 1943-го Ro-104 здійснив ще один безрезультатний вихід до Бугенвілю.

## Продовження операцій на Новій Гвінеї
26 грудня 1943-го човен вирушив у четвертий транспортний рейс до Сіа, де розвантажився 28 грудня. Після цього він попрямував для дій у протоці Дампір, яка відділяє новогвінейський півострів Хуон від західного завершення Нової Британії, де за дві доби до того на мисі Глочестер висадився десант союзників. Певний час човен патрулював біля зазначеного мису, проте не зміг досягнути якихось успіхів, а 4 січня 1944-го повернувся до Рабаула.
13 січня 1944-го Ro-104 вийшов у транспортний рейс до новогвінейського Галі (за сотню кілометрів на захід від Сіа та три десятки кілометрів на схід від Сайдора, де на початку місяця теж висадився ворожий десант). 18 січня човен зміг з другої спроби розвантажитись (доправлено 11 тонн продовольства та амуніції і 7 пасажирів), а 22 січня повернувся у Рабаул.
31 січня — 12 лютого 1944-го Ro-104 пройшов до Куре, де став на ремонт.

## Дії в Мікронезії
2—18 квітня 1944-го Ro-104 перейшов на атол Трук у центральній частині Каролінських островів (тут ще до війни створили головну базу японського ВМФ у Океанії, проте в лютому 1944-го вона була розгромлена внаслідок потужного рейду авіаносного з'єднання і тепер перебувала у блокаді та використовувалась передусім підводними човнами). 20 квітня Ro-104 вийшов для бойового патрулювання південніше від Труку, по завершенні якого попрямував на острів Сайпан (Маріанські острови).
17 травня 1944-го Ro-104 вирушив у похід у межах створення завіси підводних човнів між Труком та островами Адміралтейства на можливому шляху ворожого руху до Палау (раніше важливий транспортний хаб на заході Каролінських островів, який тепер входив до головного захисного поясу імперії). Наступної доби американська розвідка перехопила й розшифрувала повідомлення про створення зазначеної завіси, після чого для полювання на японські підводні човни з Гуадалканалу вийшли три ескортні есмінці. 23 травня в районі дещо більш ніж за чотири сотні кілометрів на північний схід від островів Адміралтейства Ro-104, що перебував у надводному положенні, був виявлений патрульним літаком, що повідомив ескортні есмінці. Останні спершу встановили радарний контакт із японським човном, а після екстреного занурення останнього віднайшли його сонаром. Далі «Рабі» та «Джордж» провели по п'ять атак глибинними бомбами, проте Ro-104 активно маневрував. Нарешті за справу узявся ескортний есмінець «Інгланд», після другої атаки якого під водою стався потужний вибух. Для певності з «Інгланда» скинули третю серію бомб, а на поверхню почали спливати уламки та нафта. Ro-104 загинув разом з усіма 58 членами екіпажу.